# Campbellobates occultus
Campbellobates occultus är en kvalsterart som beskrevs av Hammer 1967. Campbellobates occultus ingår i släktet Campbellobates och familjen Oripodidae. Inga underarter finns listade.